# Bristol Lucifer
El Bristol Lucifer era un motor radial de tres cilindros, enfriado por aire, construido en el Reino Unido en los años 20. Desarrollaba 100 cv (75 kW).

## Aplicaciones
- Albatros L 69
- Avro 504
- Bristol M.1
- Bristol Primary Trainer
- Parnall Peto

## Especificaciones (Lucifer 1)

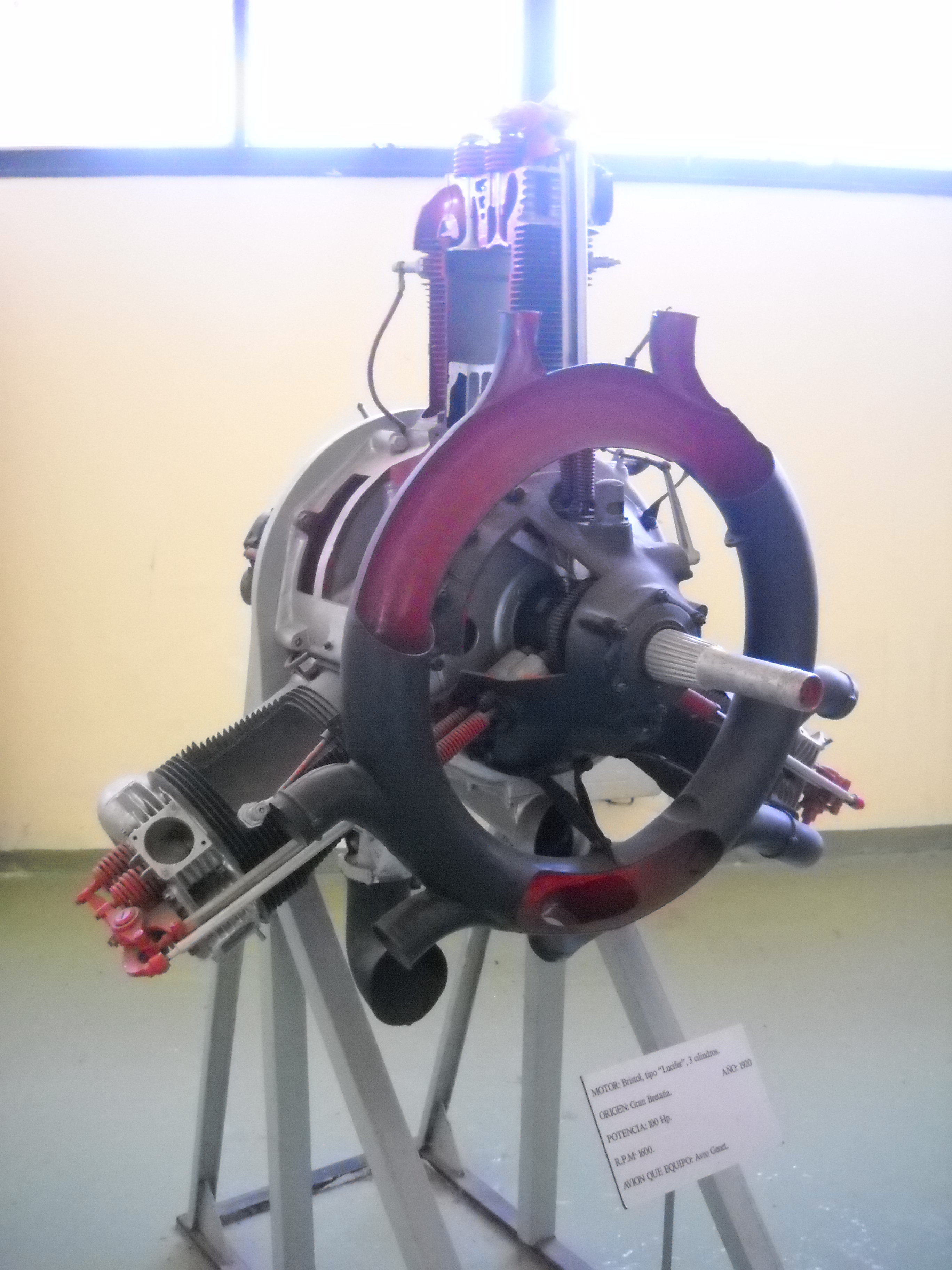
Bistol Lucifer, con cortes para poder ver sus componentes internos.

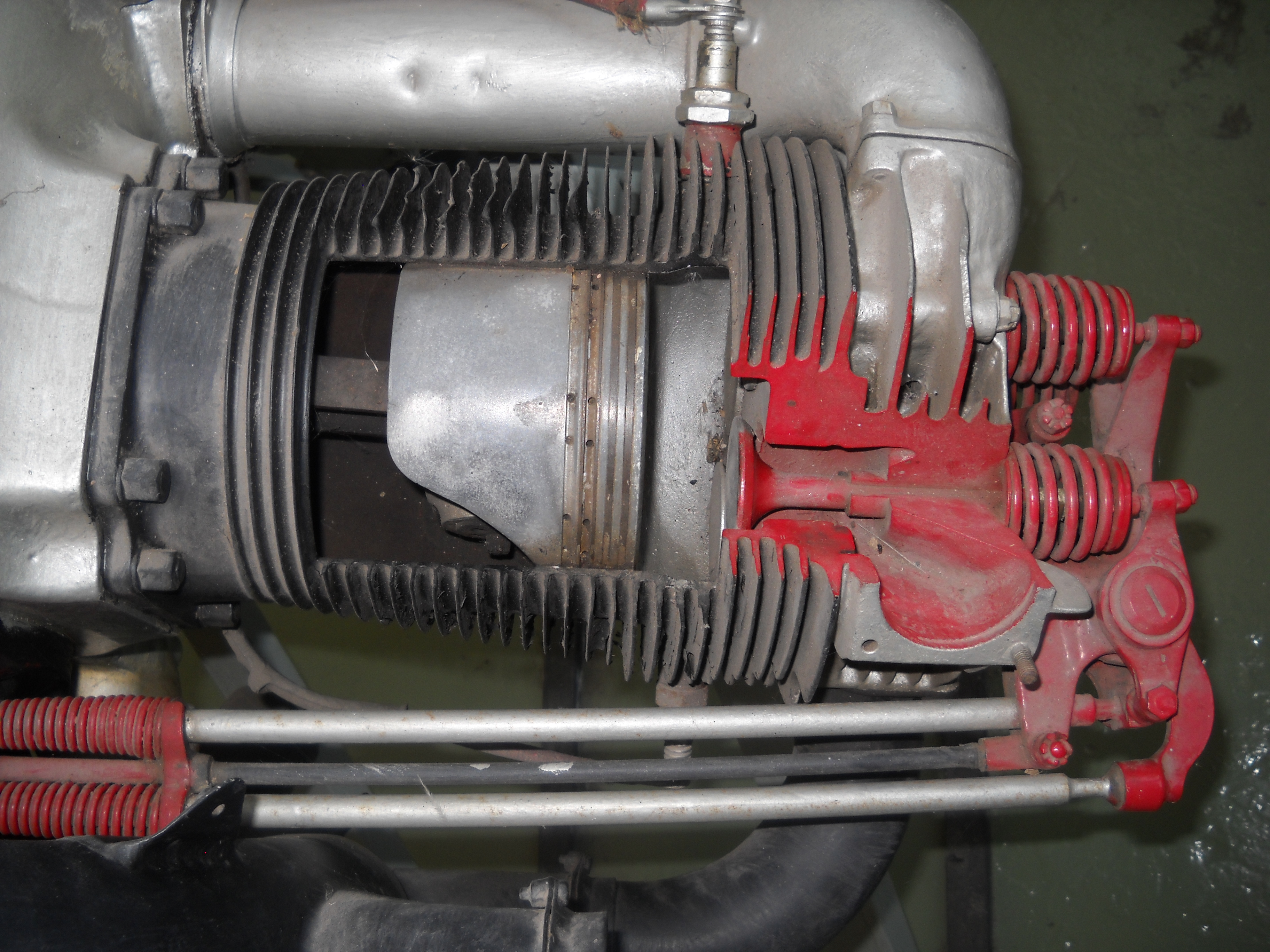
Bistol Lucifer, detalle de un cilindro.

- Tipo: motor radial de 3 cilindros enfriados por aire
- Diámetro: 146 mm
- Carrera: 159 mm
- Desplazamiento: 8.000 cc
- Diámetro del motor: 1.219 mm
- Peso: 147 kg
- Válvulas: de asiento, cuatro por cilindro
- Combustible: gasolina
- Refrigeración: por aire
- Potencia: 100 cv (75 kW)
- Compresión: 4,8:1
- Peso/potencia: 0,66 hp/kg